# 雷公鄉
雷公鄉（雷公公社、星火公社），是四川省鄰水縣下轄的一個鄉級行政單位。

## 沿革
- 1962年10月6日，雷公人民公社成立，隸屬九龍區公所領導。1966年5月「文革」開始後，雷公人民公社工作受到干擾。1967年1月，為了破「四舊」，雷公人民公社改稱火炬人民公社，3月，由公社武裝幹部和群眾代表主持成立了火炬人民公社生產辦公室，負責公社日常工作。1969年1月9日，經縣人武部黨委批准。火炬人民公社革命委員會成立。1973年5月12日，經地革委批准火炬人民公社革委會恢復原名稱雷公人民公社革命委員會。1976年10月粉碎「四人幫」後，雷公人民公社的行政組織機構仍然是革命委員會。1981年3月，縣委決定撤銷雷公人民公社革委會。建立雷公人民公社管理委員會，管委會設正、副主任。1984年1月，根據中共中央體制改革要求，縣委又決定撤銷雷公人民公社管委會。建立雷公鄉人民政府。[1]，1994年，雷公鄉併入復置幺灘鎮。